# 圖多拉鄉 (博托沙尼縣)
47°31′N 26°38′E / 47.517°N 26.633°E
圖多拉鄉（羅馬尼亞語：Comuna Tudora, Botoșani），是羅馬尼亞的鄉份，位於該國東北部，由博托沙尼縣負責管轄，面積74平方公里，海拔高度290米，2007年人口5,292，人口密度每平方公里71人。